# Atrichum hirtellum
Atrichum hirtellum är en bladmossart som beskrevs av Ferdinand François Gabriel Renauld och Jules Cardot 1893. Atrichum hirtellum ingår i släktet sågmossor, och familjen Polytrichaceae. Inga underarter finns listade i Catalogue of Life.